# محمود تشکری
محمود تشکری سرتیپ پاسدار فرماندهی انتظامی جمهوری اسلامی ایران است، که هم‌اکنون ریاست دبیرخانه اشراف کلی ستاد کل نیروهای مسلح را برعهده دارد.
وی فعالیت نظامی را در خلال جنگ ایران و عراق از سپاه پاسداران انقلاب اسلامی آغاز کرد. او از ۱۳۷۸ تا ۱۳۸۵ معاون فرهنگی و پرورشی نیروی مقاومت بسیج بود، در سال ۱۳۸۵ به نیروی انتظامی منتقل شد و در فاصله سالهای ۱۳۸۵ تا ۱۳۸۹ ریاست بازرسی کل نیروی انتظامی را برعهده داشت.
تشکری از ۱۳۸۹ تا ۱۳۹۱ جانشین معاون هماهنگ‌کننده نیروی انتظامی (جانشین رئیس ستاد نیروی انتظامی) بود و از ۱۳۹۱ تا ۱۳۹۴ به‌عنوان معاون هماهنگ‌کننده و رئیس ستاد نیروی انتظامی فعالیت می‌کرد. وی در سال ۱۳۹۴ به ستاد کل نیروهای مسلح منتقل شد و از سال ۱۳۹۶ دبیر اشراف کلی دفتر فرماندهی کل قوا (بعدها رئیس دبیرخانه اشراف کلی ستاد کل نیروهای مسلح) است.